# Lucie Bouniol
Lucie Bouniol, nacida el 16 de diciembre de 1896 en Giroussens y fallecida el 31 de enero de 1988 en la misma ciudad, fue una pintora y escultora del departamento de Tarn.

## Datos biográficos
Alumna de la Ecole des Beaux-Arts de París, fue alumna de escultura con Antoine Bourdelle y Paul Landowski. Durante este periodo prepara una escultura para presentarse al concurso del premio de Roma, pero desiste al exigírsele un tratamiento muy academicista . 
Tras la 1ª Guerra Mundial, crea monumentos a los muertos de Trémont-sur-Saulx (Mosa) y Duravel (Lot), y otras obras, como una fuente en París ... A lo largo de su vida pinta y expone mucho sobre todo en Europa y Brasil.
Recibió numerosos premios y presidió un tiempo la sección de arte, del Club Internacional de la Mujer de Ocio y Deportes. Al final de su vida, pintó sobre todo la población de Lavaur.

## Obras

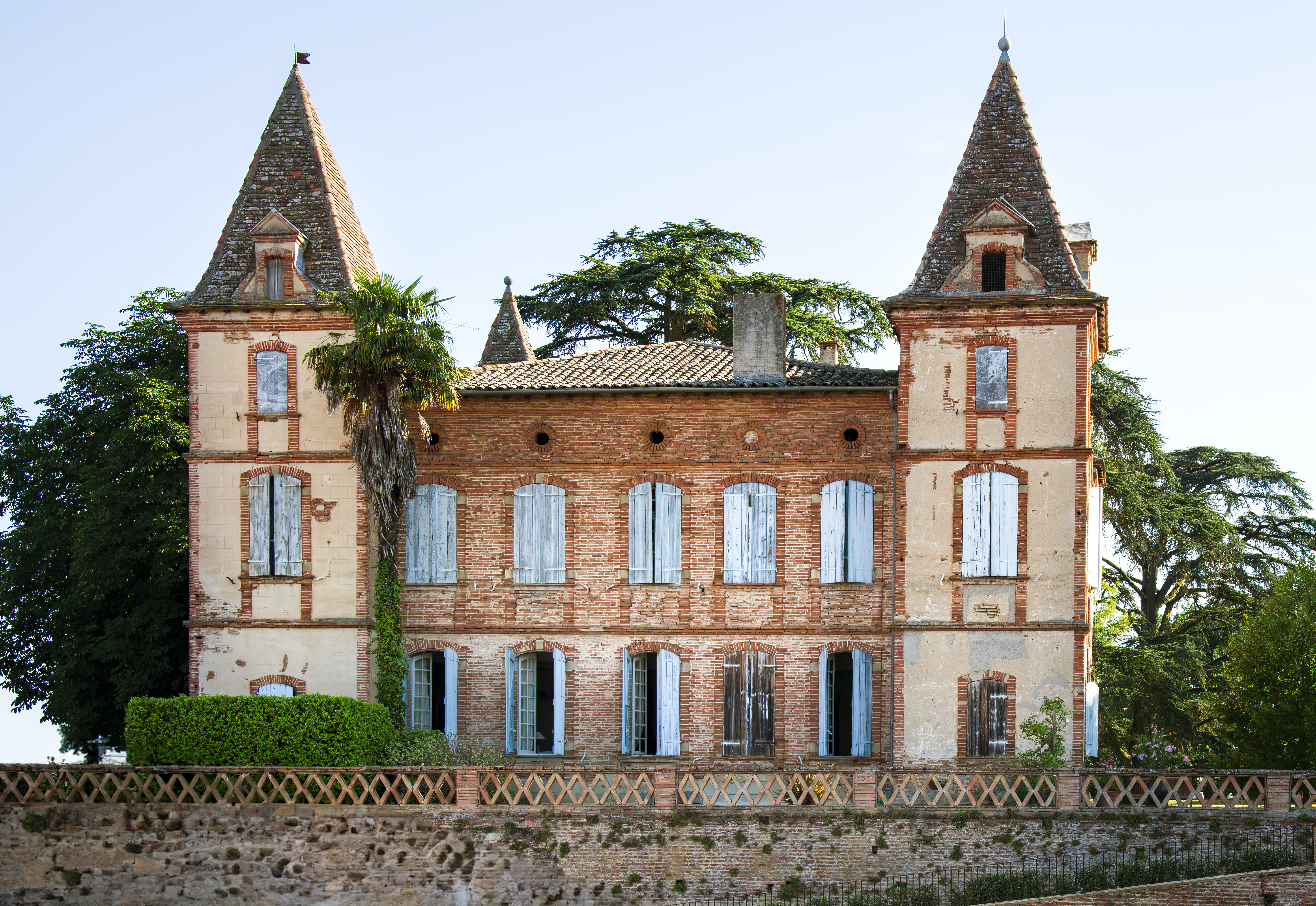
El Castillo de Belbèze en Giroussens y cartel del Museo de la Cerámica Contemporánea, donde se recogen las obras de Lucie Bouniol. El castillo fue la residencia de la familia de la escultora.

Entre las mejores y más conocidas obras de Lucie Bouniol  se incluyen las siguientes:
- Medallón en bajorrelieve para el hospital de Lavaur. 1942

- Relieves del techo en la antigua comandancia de Malta en Ambres [1]

- monumento, elevado a la memoria de los niños de Trémont-sur-Saulx,[2] uno de los grupos representa a una agricultora con una hoz en la mano frente a la tumba de un soldado, el otro es una alegoría de la pena y la gloria, coronando de laureles a los muertos. 1922

- monumento a los muertos de Duravel (Lot), representa dos figuras una mujer con capa que acompaña a un niño. 1928

- Monumento a los muertos en Robert-Espagne, representa a una madre y su hija llorando frente a la lista de los desaparecidos

- Fuente en París, encargada para la Exposición Internacional de 1937.[3]

Sus obras se conservan en colecciones privadas y públicas. Una parte de las obras fueron donadas por los hijos de la artista tras su muerte en 1988. En la Casa de la Cerámica Contemporánea de Giroussens, situada en la Plaza Lucie Bouniol, fueron reunidas las piezas donadas y se procedió a presentarlas en un espacio, evocando el taller de su autora.